# Max Roesler
Max Roesler (* 31. Juli 1840 in Regensburg; † 2. Juni 1922 in Rodach) war ein deutscher Chemiker und Unternehmer, der als Gründer der gleichnamigen Feinsteingutfabrik in Rodach bei Coburg bekannt wurde.

## Leben

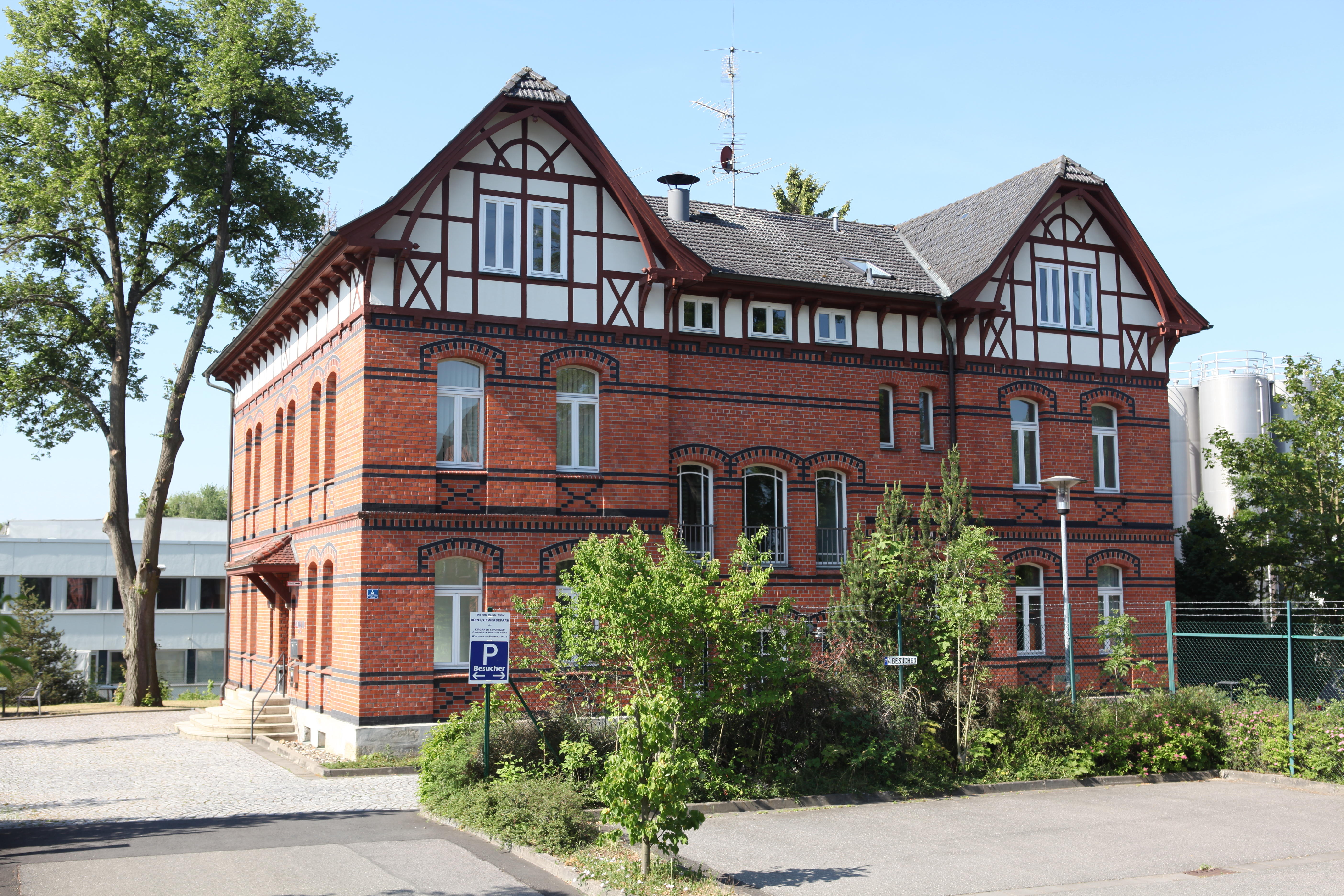
Ehemaliges Wohnhaus in Bad Rodach

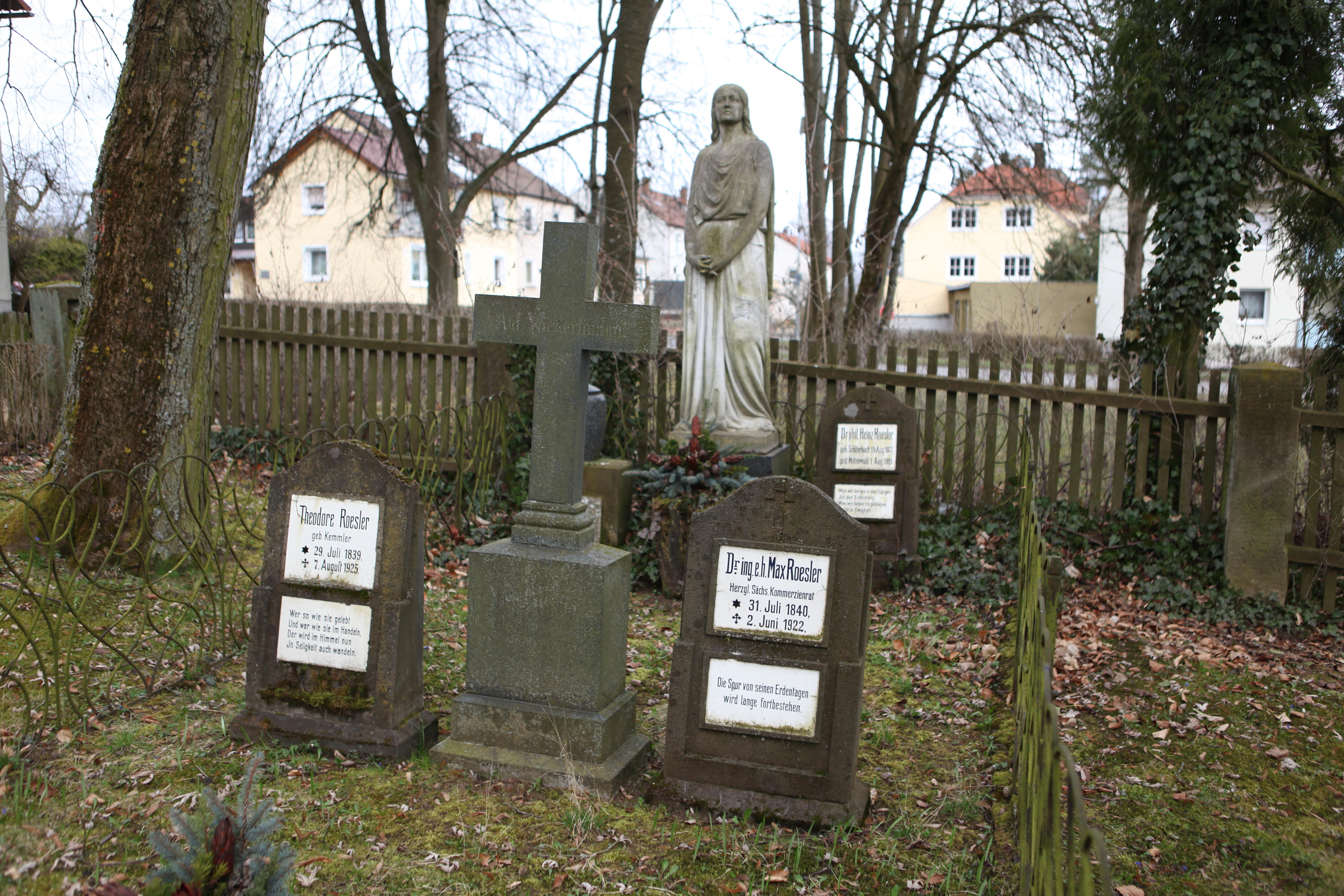
Grab in Bad Rodach

Max Roesler war Sohn von Otto und Tina Roesler geborene Tennecker. Seine Eltern stammten aus Dresden und waren Schauspieler. Der Vater war am damals neuen Herzoglichen Hoftheater Coburg engagiert. Max Roesler wuchs in Coburg auf und begann nach dem Abitur 1858 in Dresden Chemie zu studieren. Zwei Jahre später wechselte er nach München, wo er 1862 das Studium abschloss. Während seines Studiums wurde er 1860 Mitglied der Algovia und späteren Burschenschaft Arminia. Es schloss sich eine erste Anstellung als zweiter Chemiker und Geschäftsreisender einer Chemiefabrik in Blasewitz an. 1864 übernahm er die Stelle als Chemiker, Kaufmann und technischer Leiter in einem Chemiewerk in Elbogen bei Karlsbad, das Braunkohle verarbeitete. 1873 folgte der Wechsel als technischer Leiter zur Steingutfabrik Franz Anton Mehlem in Bonn und im folgenden Jahr zur Mosaikplattenfabrik Sinzig. Im Sommer 1874 kam Roesler als technischer und kaufmännischer Leiter nach Schlierbach zur Wächtersbacher Steingutfabrik, wo er 16 Jahre, ab 1878 als Direktor, wirkte. In dieser Zeit erlebte das Unternehmen einen starken Aufschwung. Daneben kümmerte sich Roesler insbesondere auch um die sozialen Belange seiner Mitarbeiter. Er gründete 1877 eine Fabriksparkasse, die den Arbeitern den Erwerb von Häusern ermöglichen sollte. Des Weiteren kam es zur Einrichtung einer Handarbeitsschule für junge Mädchen, eines Arbeitermusikvereins, 1884 eines Ältestenkollegiums für Disziplinarangelegenheiten und 1888 einer Betriebszeitung, des Schlierbacher Fabrikboten.
1890 wechselte Roesler zu den Springerschen Porzellanfabriken nach Elbogen in Böhmen. Im Herbst 1893 zog er mit seiner Familie nach Rodach bei Coburg, wo er im Sommer 1894 im Alter von 53 Jahren seine eigene Fabrik für Feinsteingut gründete. Zur Fabrikmarke wurde das Familienwappen, die Hecken-Rose. Die Fabrikanlagen wurden an der am 1. Juli 1892 eröffneten Bahnstrecke Coburg–Bad Rodach mit einem eigenen Gleisanschluss errichtet. Am 1. Januar 1896 nahm das Unternehmen planmäßig die Produktion auf.
1908 stiftete Roesler die drei farbig verglasten Spitzbogenfenster im Chorraum der Rodacher Stadtkirche.
1909 starb unerwartet im Alter von 32 Jahren sein Sohn Heinz, der sein designierter Nachfolger war. Der zweite Sohn Max war bereits 1897 im Alter von 15 Jahren gestorben. Der Tod seines ältesten Sohnes veranlasste Max Roesler im Jahr 1910, die Rechtsform seines Unternehmens in eine Aktiengesellschaft unter der Firma Max Roesler Feinsteingutfabrik AG umzuwandeln. Aktionäre sollten insbesondere seine Mitarbeiter und seine persönlichen Freunde werden. Da als Nennwert einer Aktie mindestens 1000 Mark vorgeschrieben war, sorgte Roesler dafür, dass zwei Arbeiter gemeinsam eine Aktie erwerben konnten. Satzungsgemäß sollten 25 Prozent vom Reingewinn der Aktiengesellschaft an die Mitarbeiter verteilt werden. 371 Arbeiter und 33 Angestellte stellten im Jahr 1910 Gebrauchsgegenstände für den gehobenen Bedarf her.
Nach dem Ersten Weltkrieg sah Roesler keine wirtschaftliche Zukunft mehr für sein ehemals erfolgreiches Unternehmen. Er verkaufte seine Aktien im Juli 1919 an das Dresdner Bankhaus Gebrüder Arnhold und schied Ende des Jahres aus dem Vorstand aus. Im Jahr 1938 übernahm Siemens das überschuldete Unternehmen. Seit 1995 gehört das Werk dem französischen Konzern Valeo.
Am 2. Juni 1922 starb Max Roesler im 82. Lebensjahr und wurde auf dem Rodacher Friedhof beerdigt. Er war seit 1868 mit Theodora geborene Kemmler (1839–1925) verheiratet. Neben den Söhnen Heinz und Max hatten sie noch die beiden Töchter Elsa und die später durch ihre Scherenschnitte bekannte Paula von Goeschen-Roesler.

## Ehrungen
Am 24. Dezember 1900 wurde Roesler vom Regenten des Herzogtums Sachsen-Coburg und Gotha, Erbprinz Ernst II. zu Hohenlohe-Langenburg, der Ehrentitel Kommerzienrat verliehen, am 22. Juli 1908 von Herzog Carl Eduard das Ritterkreuz 1. Klasse des Ernestinischen Hausordens. Die Technische Hochschule München verlieh ihm 1920 die Ehrendoktorwürde. Rodach benannte nach dem Zweiten Weltkrieg eine Straße nach ihm.
Jedes Jahr findet am letzten Juliwochenende in Bad Rodach eine Tausch- und Sammlerbörse statt. Aus ganz Europa treffen sich Liebhaber der Roesler-Keramik.

## Schriften
- Keramische Tagesfragen. Müller & Schmidt, Coburg 1888.
- Arbeiterbeteiligung an Führung, Ertrag und Besitz von Gewerbebetrieben. Böhmert, Dresden 1914.